# Kramatorsk
Kramatorsk (ukr. Краматорськ) – miasto we wschodniej Ukrainie, w obwodzie donieckim, nad rzeką Kazennyj Toreć (dopływ Dońca). W 2022 roku liczyło 80 tys. mieszkańców.

## Historia
Początkiem miejscowości była niewielka osada założona przy stacji kolejowej zbudowanej w 1868 r. Osada rozwinęła się w związku z budową w 1897 r. huty żelaza.
Od końca 1941 do 1943 r. Kramatorsk znajdował się pod okupacją wojsk niemieckich.
Podczas okupacji hitlerowskiej, w październiku 1941 roku Niemcy utworzyli getto dla żydowskich mieszkańców. Przebywało w nim około 300 osób. 26 stycznia 1942 roku Niemcy zlikwidowali getto, a Żydów zamordowali pod Melowają Górą. Sprawcami zbrodni było Sonderkommando (Sk) 4b dowodzone przez SS- Sturmbannführera Fritza Braune. 
W kwietniu 2014 opanowały go zbrojne oddziały Donieckiej Republiki Ludowej. Doszło do bitwy, w wyniku której prorosyjscy separatyści opuścili miasto 5 lipca 2014. Po tym, jak Donieck znalazł się pod kontrolą separatystycznych władz, administracja donieckiego obwodu została przeniesiona do Mariupola, a później do Kramatorska.

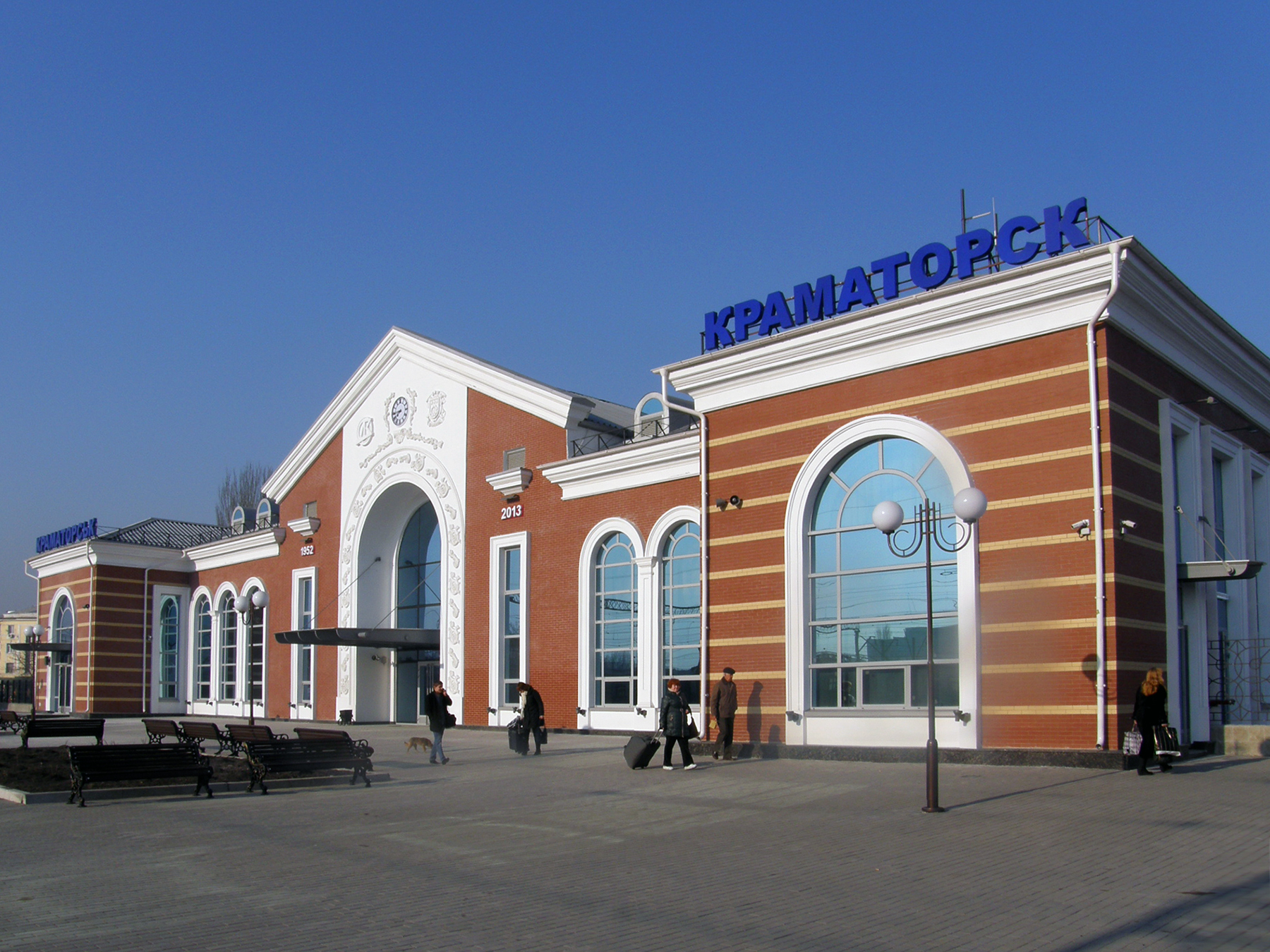
Dworzec

Podczas rosyjskiej inwazji na Ukrainę w dniu 5 kwietnia 2022 r. Siły Zbrojne Federacji Rosyjskiej dokonały ataku rakietowego na dworzec kolejowy w Kramatorsku, w wyniku którego śmierć poniosło co najmniej 59 osób. W momencie ataku na dworcu i w jego pobliżu przebywało ok. 4 tys. osób cywilnych oczekujących na ewakuację w związku ze spodziewaną rosyjską ofensywą w Donbasie, były to głównie kobiety, dzieci i osoby starsze.
27 czerwca 2023 r. wojska rosyjskie dokonały ataku rakietowego na restaurację w Kramatorsku, w efekcie czego zginęło 13 osób, a rannych zostało 61.

## Demografia
Około 63% mieszkańców posługuje się językiem rosyjskim, jednak w 2001 około 65% ogółu zadeklarowało narodowość ukraińską, a 27% rosyjską. Liczba ludności znacznie spadła na przestrzeni ostatnich kilkunastu lat.
Liczba ludności w latach:
- 2015 – 160 895[6]
- 2017 – 157 627[6]
- 2021 – 150 084[7]

## Gospodarka
W mieście rozwinął się przemysł metalurgiczny oraz materiałów budowlanych.
Kramatorsk jest jednym z ważniejszych ukraińskich ośrodków przemysłu maszynowego (znajduje się tu Nowokramatorska Fabryka Budowy Maszyn, największy pracodawca w regionie, wytwarzająca między innymi urządzenia dla hutnictwa i górnictwa oraz obrabiarki), a także koksochemicznego.
W mieście istnieje duży węzeł kolejowy.